# Mimumesa beaumonti
Mimumesa beaumonti är en stekelart som först beskrevs av Van Lith 1949.  Mimumesa beaumonti ingår i släktet Mimumesa, och familjen Crabronidae. Enligt den finländska rödlistan är arten nära hotad i Finland. Arten är reproducerande i Sverige. Artens livsmiljö är skogar.